# Dunod Fawr
Dunod Fawr (le Puissant) († 595) roi brittonique de la région des Pennines au VIe siècle.

## Biographie
Selon les « généalogies des Hommes du Nord », Dunod ou Dunaut est le fils aîné de Pabo Post Prydein et l'arrière petit-fils de Coel Hen. Il succède à son père dans la partie centrale du Hen Ogledd située dans les Pennines. Il laisse peut-être son nom au territoire autour de Dent dans le Yorkshire Dales. Avec ses cousins les frères Peredur mab Eliffer et Gwrgi, ils affrontent Gwenddolau ap Ceidiaw lors de la Bataille d'Arfderydd en 573. Les Annales Cambriae relèvent sa mort en 595.Toutefois Dunaut à parfois été assimilé à l'abbé « Dinoot de Bancornaburg » qui participe selon Bède le Vénérable au second synode réunit par Augustin de Canterbury en 603. Sa famille ne pouvant plus résister à la poussée des Angles, s'enfuit ensuite vers le Powys où son fils Daniel de Bangor Fawr avait fondé le monastère de Bangor. Selon la tradition le célèbre barde Aneurin est également un de ses fils.